# Alpasberget
Alpasberget är ett naturreservat i Bodens kommun i Norrbottens län.
Området består av gammal urskogslik tallskog.På nordostsluttningen står en jättelik tall som är minst 500 år gammal och cirka 2,5 meter i omkrets. Det finns även en del lövträd. På den mäktiga sydbranten finns frodig asp- och granskog. Där finns även tallskog. 

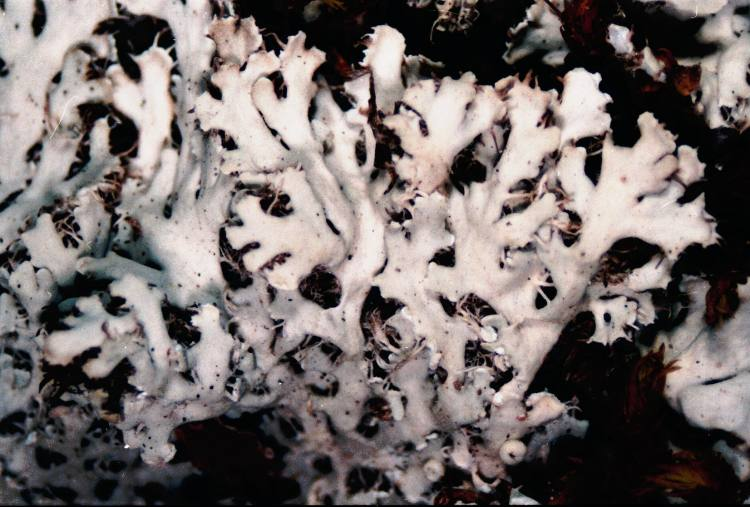
Elfenbenslav

I en brant växer den sällsynta elfenbenslaven. Andra arter är doftticka, rosenticka och jättelav.
Reservatet är skyddat sedan 2010 och är 77 hektar stort. Det är beläget längs vägen mellan Bodträskfors och Snesudden. 